# Save the last dance for me (lied)
Save the last dance for me is een lied geschreven door Doc Pomus en Mort Shuman.

## Inhoud
Volgens de overlevering gaat het lied over de bruiloft van Doc Pomus zelf. Hij was vanwege Poliomyelitis aan een rolstoel gebonden, terwijl zijn aanstaande vrouw, actrice Willi Burke ook danseres was. Zij danste met nogal wat bruiloftgasten, maar de laatste dans was toch voor hem. Het verhaal achter deze song is afkomstig van Lou Reed, die met Doc Pomus gewerkt heeft. Reed vertelde het verhaal aan Elvis Costello in diens show Spectacle. De eersten die het opnamen waren The Drifters in augustus 1960. Al snel kwamen de eerste covers. Het lied is een evergreen geworden, want de (thans bekende) versies lopen tot aan vandaag aan toe. Onder de rij artiesten die het nummer vertolkten bevinden zich:
- Paul Anka
- The Beatles
- The Blue Diamonds
- Michael Bublé
- The Cats
- Leonard Cohen
- Debbie
- Willy DeVille
- Neil Diamond
- Emmylou Harris
- Jan Keizer
- Jerry Lee Lewis
- Randy Meisner (van The Eagles)
- Mighty Sparrow
- Harry Nilsson
- Dolly Parton
- Cliff Richard
- John Rowles
- Bruce Springsteen
- Ike & Tina Turner

Er zijn diverse vertalingen op de markt verschenen, waaronder La dernière danse door Shuman zelf en Dalida. Nederlandstalige versies zijn
- De laatste dans delen wij van Marieke van Ruitenbeek
- Oh darling, dans nog eenmaal met mij van Johnny Camaro
- Dans nog eenmaal met mij van The Fouryo's
- Dans nog eenmaal met mij van Danny Fabry (andere vertaling dan van de The Fouryo's)
- Bewaar de laatste dans voor mij van Will Tura, een vertaling geleverd door Nelly Byl.

Het lied heeft ook een antwoordlied: I’ll save the last dance for you, onder meer vertolkt door Damita Jo DeBlanc.

## The Drifters
The Drifters namen het nummer op in augustus 1960 onder leiding van het producerstandem Jerry Leiber en Mike Stoller. Wellicht was tijdens de opnamen ook Phil Spector aanwezig, want er is een gelijkenis in klank tussen dit nummer en andere nummers die destijds onder zijn leiding werden opgenomen. The Drifters namen het op met Bucky Pizzarelli, Allen Hanlon (gitaar), Lloyd Trotman (basgitaar) en Gary Chester (drums).
Het lied had een groot succes in de Verenigde Staten, alwaar het drie weken op nummer 1 stond in de Billboard Hot 100 in achttien weken notering. Ze moesten wel even plaats maken voor Brenda Lee met I want to be wanted. Dat succes zette zich voort in het Verenigd Koninkrijk. Aldaar stond het plaats ook achttien weken genoteerd, maar kwam niet verder dan nummer 2. Elvis Presley hield ze met It's now or never van de eerste plek. In Nederland en België waren er nog geen officiële hitparades. Dutchcharts geeft echter vier weken een eerste plaats in Nederland met vijftien weken notering en een tweede plaats in België in twintig weken.
De combinatie Pomus, Shuman en The Drifters bleek goed te werken. De volgende hit werd ook door Pomus en Shuman geschreven.

### Evergreen Top 1000
| Evergreen Top 1000 "Save The Last Dance For Me" | Evergreen Top 1000 "Save The Last Dance For Me" | Evergreen Top 1000 "Save The Last Dance For Me" | Evergreen Top 1000 "Save The Last Dance For Me" | Evergreen Top 1000 "Save The Last Dance For Me" | Evergreen Top 1000 "Save The Last Dance For Me" | Evergreen Top 1000 "Save The Last Dance For Me" | Evergreen Top 1000 "Save The Last Dance For Me" | Evergreen Top 1000 "Save The Last Dance For Me" | Evergreen Top 1000 "Save The Last Dance For Me" | Evergreen Top 1000 "Save The Last Dance For Me" |
| Jaar                                            | 2008                                            | 2009                                            | 2010                                            | 2011                                            | 2012                                            | 2013                                            | 2014                                            | 2015                                            | 2016                                            | 2017                                            |
| ----------------------------------------------- | ----------------------------------------------- | ----------------------------------------------- | ----------------------------------------------- | ----------------------------------------------- | ----------------------------------------------- | ----------------------------------------------- | ----------------------------------------------- | ----------------------------------------------- | ----------------------------------------------- | ----------------------------------------------- |
| Positie                                         | 69                                              | 74                                              | 269                                             | 267                                             | 286                                             | 88                                              | 115                                             | 130                                             | 195                                             | 211                                             |

### NPO Radio 2 Top 2000
| Nummer met noteringen in de NPO Radio 2 Top 2000 | '99  | '00  | '01  | '02 | '03 | '04  | '05  | '06  | '07  | '08  |
| ------------------------------------------------ | ---- | ---- | ---- | --- | --- | ---- | ---- | ---- | ---- | ---- |
| Save the Last Dance for Me                       | 1235 | 1073 | 1662 | -   | 993 | 1146 | 1215 | 1275 | 1301 | 1256 |

1. ↑  Een '-' betekent dat het nummer niet was genoteerd en een vetgedrukt getal geeft de hoogste notering aan.
2. ↑  Deze tabel is bijgewerkt tot en met de laatste editie (2024).

## Dolly Parton
Een countryversie werd onder meer opgenomen door Dolly Parton. Zij werd daarin begeleid door The Jordanaires, ooit de begeleidingsgroep van Elvis Presley. Dolly Parton zong het naar de 45e plaats in Billboard-lijst, maar het haalde ook de derde plaats in de gelieerde countrylijst. Canada deed wat dat laatste betreft mee, daar haalde het de tweede plaats in de countrylijst. Het album The great pretender stond vol met covers, soms gearrangeerd door Steve Goldstein. Het was de eerste single die het album, verschenen in februari 1984, moest promoten. In Nederland en België verkocht deze single nauwelijks.

## Michael Bublé
Een klein succesje was weggelegd voor de Canadese zanger Michael Bublé. Hij gaf in 2006 een cd-single uit met vier versies van het nummer, maar als download waren nog meer, vooral langere versies te verkrijgen. Hij haalde er even de Billboard Hot 100 mee, een week nummer 99. In het Verenigd Koninkrijk, Nederland en België waren de verkoopcijfers matig, in ieder geval onvoldoende om de lijsten te halen. Een van de versies is te horen in de film The Wedding Date.